# Robleh Ali Adou
Robleh Ali Adou (arabisch روبله•علي أدو, * 17. Juni 1964) ist ein ehemaliger dschibutischer Regattasegler.
Robleh Ali Adou nahm als erster Segler aus Dschibuti in der Geschichte an Olympischen Spielen teil. Bei den Olympischen Spielen 1988 in Los Angeles wurde er 40. in der Windsurfregatta mit dem Lechner A-390. Bei seiner zweiten Olympiateilnahme in Barcelona 1992 verbesserte er sich um einen Platz. 1996 nahm Ali Adou zum dritten Mal an Olympischen Spielen teil. In der Windsurfregatta mit dem Mistral landete er auf Platz 46.